# دریاچه آیگیر (ارزروم)
دریاچه آیگیر (ترکی استانبولی: Aygır Gölü) یک دریاچه در استان ارزروم کشور ترکیه است.